# Bell D-188A
Bell D-188A (còn có tên định danh quân sự không chính thức là XF-109/XF3L) là một mẫu tiêm kích cất hạ cánh thẳng đứng (VTOL) có thể đạt vận tốc Mach 2, trang bị 8 động cơ, thiết kế này mới chỉ chế tạo được một mô hình, sau đó nó bị hủy bỏ vào năm 1961.

## Tính năng kỹ chiến thuật (D-188A theo thiết kế)[1]

### Đặc điểm riêng
- Tổ lái: 1
- Chiều dài: 62 ft (18,90 m)
- Sải cánh: 23 ft 9 in (7,24 m)
- Chiều cao: 12 ft 9 in (3,89 m)
- Diện tích cánh: 194 ft² (18,02 m²)
- Trọng lượng rỗng: 13.800 lb (6.260 kg)
- Trọng lượng có tải: 23.917 lb (10.849 kg)
- Động cơ: 8 động cơ tuabin General Electric J85-GE-5, lực đẩy 2.600 lbf (11,6 kN) mỗi chiếc

### Hiệu suất bay
- Vận tốc cực đại: Mach 2,3
- Tầm bay: 2.000 nmi (2.300 mi, 3.900 km)
- Trần bay: 60.000 ft (18.000 m)
- Lực đẩy/trọng lượng: 0,87

### Vũ khí
- 4 pháo tự động 20 mm
- Rocket
- Bom

### Máy bay có tính năng tương đương
- EWR VJ 101
- Hawker Siddeley P.1154